# 645. pehotni polk (Wehrmacht)
Za druge 645. polke glejte 645. polk.
645. pehotni polk (izvirno nemško Infanterie-Regiment 645) je bil eden izmed pehotnih polkov v sestavi redne nemške kopenske vojske med drugo svetovno vojno.

## Zgodovina
Polk je bil ustanovljen 10. marca 1940 kot polk 9. vala kot Landesschützen-Regiment Oberost v Krakovu; polk je bil del 358. pehotne divizije.
23. avgusta istega leta je bil polk razpuščen; III. bataljon je bil reorganiziran v 722. stražni bataljon, medtem ko sta bila I. in II. bataljon razporejena k Heimatwachu za potrebe straže vojnih ujetnikov v Freisingu.